# Ashikaga Yoshimitsu
Ashikaga Yoshimitsu (足利 義満?; 25 settembre 1358 – 31 maggio 1408) è stato un militare giapponese.
Figlio di Ashikaga Yoshiakira, fu il terzo shōgun dello shogunato Ashikaga.

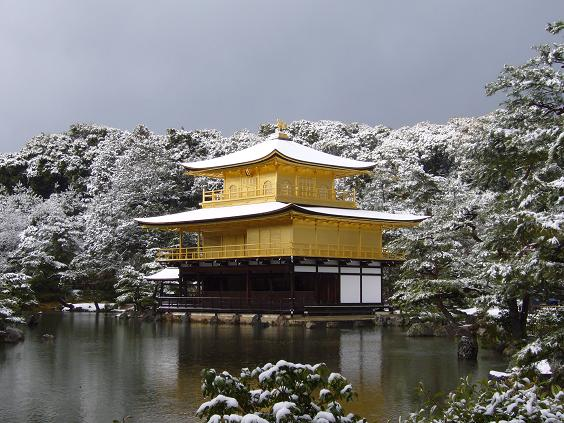
Il padiglione dorato del Kinkaku-ji, originariamente villa di Yoshimitsu

Ricevette il titolo di Seii Taishogun nello stesso anno della morte del padre Yoshiakira nel 1367. Nel 1374 prese il giovane Zeami Motokiyo sotto la sua ala protettrice.
Yoshimitsu costruì la residenza shogunale nel quartiere Muromachi della capitale Kyōto nel 1378; poiché tutti i suoi successori fino alla caduta dello shogunato avrebbero dimorato in quella sede, lo shogunato Ashikaga è anche detto "shogunato di Muromachi" e l'epoca dello shogunato Ashikaga è comunemente detta periodo Muromachi.
Yoshimitsu è particolarmente noto per essere stato l'unificatore del Paese, diviso sin dall'inizio dello shogunato cinquant'anni prima, ponendo fine al periodo delle Corti del Nord e del Sud (Nanboku-chō), nel 1392. Con questo gesto riuscì a instaurare una forte autorità dello shogunato di Muromachi su tutto il Paese, soprattutto nei confronti dei vari daimyō regionali.
Nel 1394, Yoshimitsu scelse il governo del chiostro, e abdicò in favore del figlio Yoshimochi, mantenendo però intatta la sua autorità fino alla sua morte. Nel 1404, un'ambasciata della dinastia Ming della Cina, arrivò in Giappone con un sigillo destinato al "Re del Giappone"; l'ambasciatore fu ricevuto da Yoshimitsu, che ricevette il dono e rispose per lettera firmandosi con «Il Re del Giappone, vostro vassallo Minamoto Dōgi» ("日本國王源道義"?) utilizzando il suo nome monastico, probabilmente al fine di migliorare le relazioni diplomatiche e commerciali con la Cina, degenerate anche a causa della pirateria (wako) a cui il governo cinese tentava di porre un freno. Sebbene l'episodio appaia oggi di minor conto nelle complesse vicende dell'epoca, dopo la restaurazione Meiji e ancor più con il nazionalismo esso valse al terzo shōgun Ashikaga una vera e propria damnatio memoriæ come traditore della casa imperiale ed esempio di abiezione anti-nazionale. Tale punto di vista, sebbene ormai relegato ad ambiti marginali, non è del tutto scomparso, probabilmente perché perpetuato da vecchi testi scolastici e letteratura popolare.
Dopo che Yoshimitsu morì nel 1408, la sua villa divenne il "Tempio del padiglione dorato" (Kinkaku-ji).